# 成長株
金融において、成長株（せいちょうかぶ）とは、企業の売上や利益の成長率が高く、その優れた成長性ゆえに今後の株価上昇が期待される銘柄を指す。転じて、成長を期待できる将来有望な人材を指す言葉としても用いられる。
本稿においては、金融における成長株について解説する。

## 概要
成長株は、グロース株（英語: Growth stock）とも言い、最先端の技術を持つテクノロジー企業や、株式市場においてトレンドとなっている業種の企業が多いという特徴を有する。
成長株に対して、相対的に成長性が期待できず、本来の企業価値と比較して割安に評価されている銘柄を割安株もしくはバリュー株（Value stock）と言う。
このような、将来成長が見込める企業を探し出し、その利益成長性から株価の上昇が期待できる株式に投資する手法を成長株投資、またはグロース株投資と呼ぶ。
成長株の企業価値評価（バリュエーション）の代表的な手法としては、ウィリアム・オニールが考案したCAN-SLIMが挙げられる。
成長株は一般に、将来的な成長性が株価に織り込まれているため、株価純資産倍率（PBR）や株価収益率（PER）は平均的な企業と比較し、高くなり、配当よりも成長投資に資金を投下することから、総じて配当利回りは低い傾向にある。
成長株は市況の上昇局面において上昇を牽引する一方、下落・調整局面においては割安株の方が相対的に強く成長株は下落しやすい。MSCIによれば、株価上昇が続くアメリカ合衆国（米国）市場においては、成長株が割安株に比していずれの期間においても優位である一方、日本市場においては、期間が長くなるほど割安株の優位性が高くなる傾向が見られる。

## 成長株と金利の関係
ファイナンス理論の観点からは、理論株価は、
株価＝配当/（金利＋株式リスクプレミアム－成長率）
という簡略化した計算式により算出されることから、金利の上昇は、特に高バリュエーションのグロース株の騰落率に、マイナスに作用するとされる。但し金利の上昇は、すなわちインフレ率の上昇、ひいては経済成長への期待の高まりを意味するため、一時的に相対リターンが悪化することはあるにせよ、必ずしもマイナスに作用するとは言えず、金利水準でグロース銘柄の株価水準を説明することは妥当ではないとする見解も存在する。
クレディ・スイスは、2021年4月までの1年間において、5年物ブレークイーブン・レートの変化率に基づくインフレ期待が高まるのと同時に、株価指数のリターンもプラスになっていることを指摘している。
これに対して、ロイトホルト・グループのチャン・ワンは、米消費者物価指数（CPI）とMSCI米国指数の株価収益率（PER）の過去の関係に基づき、インフレ高進は、歴史的にバリュエーションの低下と相関していると指摘しているが、この関係は弱まりつつあることも認めざるを得ないとしている。
日興アセットマネジメントのチーフ・ストラテジストである神山直樹は、2009年3月から2021年2月までの143ヵ月のうち、日本で長期金利（10年国債利回り）が上昇した月は58回、そのうち日経平均株価が上昇した回数は48回で83％、米国でも、長期金利が上昇した月にS&P 500が上昇した月は58回で74％に達することを挙げ、金利上昇と株価下落に因果関係はないと指摘している。

## 脚註
1. ↑   “せいちょう‐かぶ〔セイチヤウ‐〕【成長株】”. コトバンク. 2021年5月16日閲覧。
2. 1 2  “株投資で狙うは成長株か？割安株か？”. トウシル.   楽天証券 (2020年5月26日). 2021年5月16日閲覧。
3. ↑  “成長株　（せいちょうかぶ）”. 初めてでもわかりやすい用語集.   SMBC日興証券. 2021年5月16日閲覧。
4. ↑  “成長株投資(せいちょうかぶとうし)”. 初めてでもわかりやすい用語集.   東海東京証券. 2021年5月16日閲覧。
5. ↑  ウィリアム・オニール『オニールの成長株発掘法:良い時も悪い時も儲かる銘柄選択をするために（英題：How to Make Money in Stocks: A Winning System in Good Times or Bad）』長尾慎太郎、スペンサー倫亜（4版）、パンローリング、2011年。
6. ↑  “「グロース株」と「バリュー株」について、それぞれの意味と投資上の注意点を教えてください。（前編）”. man@bow.   野村ホールディングス・日本経済新聞社 (2021年2月3日). 2021年5月16日閲覧。
7. 1 2  藤井 理 (2021年3月10日). “バリュー株・グロース株投資のメリット・デメリットは？銘柄の見つけ方も”. HEDGE GUIDE. 2021年5月16日閲覧。
8. 1 2  神山直樹 (2021年3月17日). “金利上昇で株価は下がるのか”. 東証マネ部.   東京証券取引所. 2021年5月16日閲覧。
9. 1 2  Brandon Kochkodin、Vildana Hajric「インフレは株式にとって良いか悪いか、ウォール街で見方分かれる」『ブルームバーグ』2021年5月14日。2021年5月16日閲覧。